# Comuna Krasîlivka, Novohrad-Volînskîi
Krasîlivka (în ucraineană Красилівська сільська рада) este o comună în raionul Novohrad-Volînskîi, regiunea Jîtomîr, Ucraina, formată din satele Dibrivske, Krasîlivka (reședința), Krasîlivske, Morozivka și Tarașceanka.

## Demografie
Componența lingvistică a comunei Krasîlivka
     Ucraineană (99,49%)
     Alte limbi (0,51%)
Conform recensământului din 2001, majoritatea populației comunei Krasîlivka era vorbitoare de ucraineană (99,49%), existând în minoritate și vorbitori de alte limbi.